# Млада Болеслав
Млада Болеслав (чеш. Mladá Boleslav) град је у Чешкој (Бохемији) - једној од историјских земаља Чешке Републике. Млада Болеслав је други по величини град управне јединице Средњочешки крај, у оквиру којег је седиште засебног округа Млада Болеслав.
Млада Болеслав је најмањи град у држави са статусом статутарног града. Такође, град је један од чешких градова са веома великим погонима фабрике "Шкода".

## Географија
Млада Болеслав се налази у средишњем делу Чешке Републике. Град је удаљен од 57 km североисточно од главног града Прага.

### Рељеф
Млада Болеслав се налази у средишњем делу историјске Чешке. Град се налази у долини речице Јизере, притоке веће Лабе, на приближно 240 m надморске висине. Град је положен на заталасаном терену Средњочешке котлине. Сам град се образовао на омањој литици, са које се лако надгледало околно подручје.

### Клима
Клима области Млада Болеслава је умерено континентална.

### Воде
Град Млада Болеслав се налази на речици Јизере, притоке веће Лабе.

## Историја
Подручје Млада Болеслава било је насељено још у доба праисторије. Насеље под данашњим називом први пут се у писаним документима спомиње у 10. веку, као нови (чеш. млад) замак краља Болеслава II. Насеље је 1334. године добило градска права. Касније град постоје познат по бројном јеврејском становништву.
У 19. веку град постоје индустријско средиште и доживљава демографски процват. Тада се јавља и зачетак будуће фабрике Шкода Аутомобили.
1919. године Млада Болеслав је постала део новоосноване Чехословачке. У време комунизма град је нагло индустријализован. После осамостаљења Чешке Републике дошло је до опадања активности тешке индустрије и до проблема са преструктурирањем привреде.

## Становништво
Млада Болеслав данас има око 46.000 становника и последњих година број становника у граду стагнира. Поред Чеха у граду живе и Словаци и Роми.

## Партнерски градови
- Дибург
- King's Lynn
- Пезинок
- Ванта
- Нојбранденбург

## Галерија
- Музеј „Шкода“
- Стара фабрика „Шкоде“
- Нови тржни центар
- Градска гимназија